# 金斯維爾 (德克薩斯州)
金斯維爾（英語：Kingsville）是一個位於美國德克薩斯州克雷伯縣的城市。根據2010年美國人口普查，該地共人口26213人，而該地的面積約為35.90平方千米。同時該地也是克雷伯縣的縣治。

## 地理
金斯維爾的座標為27°30′54″N 97°51′56″W / 27.51500°N 97.86556°W，而該地的平均海拔高度為18米（即59英尺）。